# Langue des signes chinoise
La langue des signes Chinoise (en chinois 中國手語, Zhōngguó Shǒuyǔ) est une langue des signes utilisée par les sourds et leurs proches en Chine.